# Tsubasa Sano
Tsubasa Sano (født 18. oktober 1994) er en japansk fodboldspiller, som spiller for den japanske fodboldklub Roasso Kumamoto.